# Есенская, Ружена
Ружена Есенская (чеш. Růžena Jesenská; 17 июня 1863, Прага — 14 июля 1940, Прага) — чешская поэтесса, прозаик, драматург, переводчица, член Чешской академии наук и искусств .

## Биография
Представительница венгерского дворянского рода словацкого происхождения Есенских. Считается, что её род восходит к Яну Есениусу, первому профессору медицины Карлова университета, казнённому 21 июня 1621 года на Староместской площади в числе 27 участников сопротивления Фердинанду II Габсбургу. Её племянница писательница Милена Есенская, подруга Ф. Кафки.
Педагог. Литературную деятельность начала в 1889 (сборник «Улыбки»).
Автор прозаических и поэтических произведений, в том числе романов, пьес, рассказов, книг для детей и юношества и более 50 поэтических сборников.
На творчество Есенской большое влияние оказал Юлиус Зейер. Ружена Есенская — представительница чешского декадентства. Романы Ружены Есенской упоминаются иронически в романе Ярослава Гашека «Похождения бравого солдата Швейка».

## Избранные произведения

### Поэзия
- Mládí, (стихи, 1889—1899)
- Básně života a smrti , (1905—1919)

### Рассказы и новеллы
- Novely (1900)
- Touha a láska (1902)
- Mimo svět (сборник, 1909),
- Z nepřístupných zahrad (1912)
- Tajemství srdcí (1919)
- Kouzlo světelných nocí (1919)
- Pohledy do duší 1920)
- Odhalená srdce (1923)
- Dětství (автобиография, 1931),

### Романы
- Jarmila (1894),
- Jarní píseň (1902),
- Román dítěte (1905)
- Legenda ze smutné země (1907)
- Nocturno moře (1910)
- Tanečnice (1912)
- Ivana Javanová (1917)
- Cizinka (1920)
- Hrdinství (1923)
- Láska (1933)

### Драматические произведения
- Estera
- Paní z Rosenwaldu
- Cirkus
- Devátá louka
- Princezna a krásný pošta
- Starý markýz
- Je veliká láska na světě?
- Lhostejný člověk
- Deset let a Rajna
- Zlato
- Attila (1919)

Переводчик с украинского, в частности, поэзии Т. Шевченко (первый перевод опубликовала в 1894), И. Франко, Леси Украинки. С 1900 издан в её переводе сборник «Избранные стихи» Т. Шевченко, куда вошли 28 произведений из «Кобзаря».